# Singara marojejy
Singara marojejy är en fjärilsart som beskrevs av Pierre E.L. Viette 1981. Singara marojejy ingår i släktet Singara och familjen nattflyn. Inga underarter finns listade i Catalogue of Life.